# Ctenopoma muriei
Ctenopoma muriei är en fiskart som först beskrevs av Boulenger, 1906.  Ctenopoma muriei ingår i släktet Ctenopoma och familjen Anabantidae. IUCN kategoriserar arten globalt som livskraftig. Inga underarter finns listade i Catalogue of Life.